# Dualula kachinensis
Dualula kachinensis — викопний вид скорпіонових мух вимерлої родини Pseudopolycentropodidae, що існував у пізній крейді (99—95 млн років тому). Екзоскелет комахи знайдений у бірманському бурштині. Описаний у 2019 році. Спершу вид виокремили у монотипову родину Dualulidae, а вже у 2020 році його віднесли до родини Pseudopolycentropodidae. Зовні комаха схожа на комара завдовжки до 1 см з довгим стилетоподібним хоботком.